# Disinae
Disinae é uma subtribo da família Orchidaceae, composta por 178 espécies de plantas majoritariamante terrestres divididas por dois gêneros. Todas as espécies são nativas da área continental da África, excetuadas algumas poucas presentes no sudoeste do Oriente Médio, Madagascar e Ilha de Reunião. Suas flores frequentemente formam conjuntos vistosos.
As plantas desta subtribo caracterizam-se por apresentarem raízes tuberosas em regra glabras; com caules geralmente lisos, ou seja, sem a presença de pilosidades, e folhas caulíneas, frequentemente estreitas e lineares; inflorescência racemosa terminal com flores calcaradas; a sépala dorsal das flores costuma ser côncava, muito maior que pétalas, e com as segundas não forma um conjunto elmiforme. O labelo costuma apresentar formatos variados mas sempre é maior, em comprimento, que a coluna e nunca apresenta calcar, sendo este formado apenas pelas sépalas. A coluna apresenta duas polínias sésseis quase sempre com dois viscídios. O rostelo da maior parte das espécies é trilobado.

## Distribuição
As orquídeas pertencentes a esta subtribo são originárias principalmente da África, com grande concentração na África do Sul, onde boa parte das espécies e os dois gêneros se fazem presentes, e diversas na África tropical. Apenas algumas poucas espécies do gênero Disa  existem em ilhas próximas e uma no Oriente Médio.

## Taxonomia
A partir de análises moleculares, não foi possível ainda chegar-se a um consenso sobre a melhor maneira de dividir os gêneros desta subtribo. Disa apresenta alternativas de divisão em mais gêneros, principalmente Monadenia e Herscheliante porém isto torna Disa um gênero parafilético. É possível que Disa futuramente seja dividido em mais gêneros.
Os dois gêneros atribuídos a esta subtribo, Disa e Schizodium diferenciam-se principalmente pelos caules e labelo. No primeiro os caules costumam ser eretos e o labelo de suas flores apresentam estrutura mais simples, no segundo os caules são mais finos e flexíveis e o labelo dividido em três seções bem diferenciadas.